# 那拉氏
那拉氏（转写：Nara hala），汉字转写亦作纳兰氏、纳喇氏等，是满族姓氏，位列满族八大姓之一，亦为明朝末期海西女真四部贝勒的家族姓氏。同时期，那拉氏还散居于长白山、吉林乌拉、张广才岭、老寨子、苏完、辽阳、科尔沁、札库木、伊兰费尔塔哈、布尔哈图城、沈阳等地，在努尔哈赤崛起的过程中归附或被相继兼并。清朝时期，那拉氏世家贵族、文臣武将等著名人士甚多，其中家族出身叶赫（苏完）地区的慈禧太后甚至掌握实权达四十余年。民国以后，那拉氏多使用那、叶、白、南等为汉姓。

## 简介
那拉氏是历史最为悠久的满族姓氏之一，最早可以追溯至唐末女真“通用三十姓”之一的纳懒氏。辽代作拿懒氏，金太祖阿骨打之母即为该氏出身；金朝时期称纳兰氏，是当时女真中的“白号姓氏”。
元代，有那拉氏加入蒙古，世居科尔沁、阿尔巴噶等地。
明朝时期，那拉氏发展为海西女真四部贝勒的家族姓氏，其中哈达贝勒王台、乌拉贝勒布占泰、叶赫贝勒金台石等皆为一时之枭雄。然而，海西四部在努尔哈赤的较量中失败，部众被其陆续兼并、编入八旗，其余各处之那拉氏也在努尔哈赤的崛起过程中相继归附。
此外，那拉氏的另一种来源为改姓或赐姓，其中辉发贝勒、叶赫贝勒家族原本分别为益克得里氏和蒙古土默特氏，后改为那拉氏；赐姓方面以世居朝鲜易州的广东巡抚准泰较为知名，其曾祖鼐庸伊本姓高丽那氏，特赐入满洲那拉氏。
明朝末期，那拉氏主要分为叶赫、乌拉、哈达、辉发四大支系，其余散居于长白山、吉林乌拉、张、老寨子、苏完、辽阳、科尔沁、札库木、伊兰费尔塔哈、布尔哈图城、沈阳、嘉木湖、费德里、德库、朝鲜易州、撒尔湖、松山、阿库里尼满、噶哈里、佛阿拉、和索、齐齐哈尔、镰刀把、黑山、额尔敏、尼马察、清河、叶赫勒、雅尔湖、伊巴丹、乌克敦、董鄂、米山、浑都和色、舍里。那拉氏除哈达和乌拉贝勒两大家族为同宗外，亦有少部分支系互为同族，但总体而言多无血缘关系，因此之间可相互通婚。
那拉氏在清代甚为显赫，位列五爵者有世居乌拉的一等承恩公费扬古；世居叶赫的一等男兼一云骑尉贺布索，一等男硕詹、白尔黑图，三等男布尔杭俄等。五爵之外，拥有世职者更是不可计数。世居叶赫的大学士明珠还成为了康熙年间重臣。此外，那拉氏亦有多人成为后妃，如叶赫贝勒杨吉砮之女孝慈高皇后；世居叶赫、出身喀山之裔孝钦显皇后、孝定景皇后等；世居乌拉的清太祖大妃阿巴亥，为阿济格、多尔衮、多铎三王之母、肃亲王豪格之母清太宗继妃；辉发国主后裔的清高宗继皇后。其中孝钦显皇后以“慈禧太后”或“西太后”之称知名于世，在清朝末期垂帘听政、掌握实权达四十余年。
民国以后，那拉氏后人大多使用那、叶、南、白、刘、姚、张、苏、安、罗、何、陈、黄、施、佟、万、钱、齐、相、桐、黑等。

## 清代主要世家

### 巴奇兰家族
叶赫、乌拉、哈达、辉发四贝勒家族后裔为那拉氏清代世家的主要构成。此四地之外，还有世居伊巴丹的镶红旗巴奇兰，其与出自辉发贝勒家族的通贵、世居叶赫的镶蓝旗图尔坤等为同宗。巴奇兰在努尔哈赤创业初期，率兄弟同里归附，授三等轻车都尉。因沙岭城、宁远、觉华岛、旅顺口等役之战功，优授为三等男，再因征黑龙江女真尽获对方部属、将所获人丁悉编户带回，优授为一等男。巴奇兰官至十六大臣，后因旧伤复发而死，优赠三等子。巴奇兰之子拜山袭爵，三遇恩诏晋封一等子兼一云骑尉，任议政大臣，后裔改三等子世袭。巴奇兰其余后裔任侍卫、佐领、参领、郎中、护卫、典仪等官职，其中曾孙拉什希布任内阁学士兼礼部侍郎。巴奇兰亲兄之子勒徳梯攻临清州第三登城，授骑都尉。其余后裔任典仪、笔帖式、主事、长史、护卫、郎中、城门尉、护军校、员外、步军校、骁骑校、鸣赞等官职，其中巴奇兰亲兄之孙珠彻任副都统兼佐领。

### 其他
镶黄旗恳世居张，天聪时期归附后金。其子鲁钖梯攻兖州府第三登城，赐巴图鲁号、授三等轻车都尉，因山海关之役战功与恩诏，晋封三等男，后征农民军，在延安数次击败农民军首领一只虎兵并俘获李自成妻子，又在四川击败张献忠等，升二等男。不久升任副都统，征湖广时在洞庭湖阵亡，优赠为一等男兼一云骑尉。鲁钖之子布纳海袭，从征准噶尔立功，授三等子，其后裔改二等男世袭。恳其他后人任亲军校、侍卫、员外、御史、笔帖式、护军校，其中曾孙禄海任内阁侍读学士。
五爵之外的世家还有世居费徳里的镶黄旗奇排达尔汉；世居张的正红旗多博诺、同地镶黄旗瑚锡布、正白旗札拉库哈思瑚；世居尼马察的正红旗纳林；世居吉林乌喇的镶黄旗彻臣；世居长白山的正白旗阿库密；世居科尔沁的镶蓝旗拖图；世居叶赫勒的镶白旗包衣岱达等后裔有轻车都尉、骑都尉等世职。其中札拉库哈思瑚之七世孙齐苏勒为康熙年间著名河臣，因治水有功特赠骑都尉，附祀贤良祠。此外，多博诺与同旗的哈克萨哈、世居叶赫的拜钖为同族。

## 外部連結
[在维基数据编辑]
 《欽定古今圖書集成·明倫彙編·氏族典·納蘭姓部》，出自陈梦雷《古今圖書集成》